# 万里橋
万里橋（まんりはし、ばんりばし）は、神奈川県横浜市西区の帷子川に架かる橋である。

## 歴史
1872年（明治5年）の日本の鉄道開業に際し、海面を埋め立てて神奈川駅と横浜駅（現在の桜木町駅）の間に線路が敷かれたが、その埋立地に架けられた5つの橋のうちの一つである。現在の橋は、関東大震災後の1928年に架け替えられた。親柱の銘板には橋名が「まんりはし」と記されているが、近くの交差点には「Banribashi」のローマ字表記がある。

## 周辺

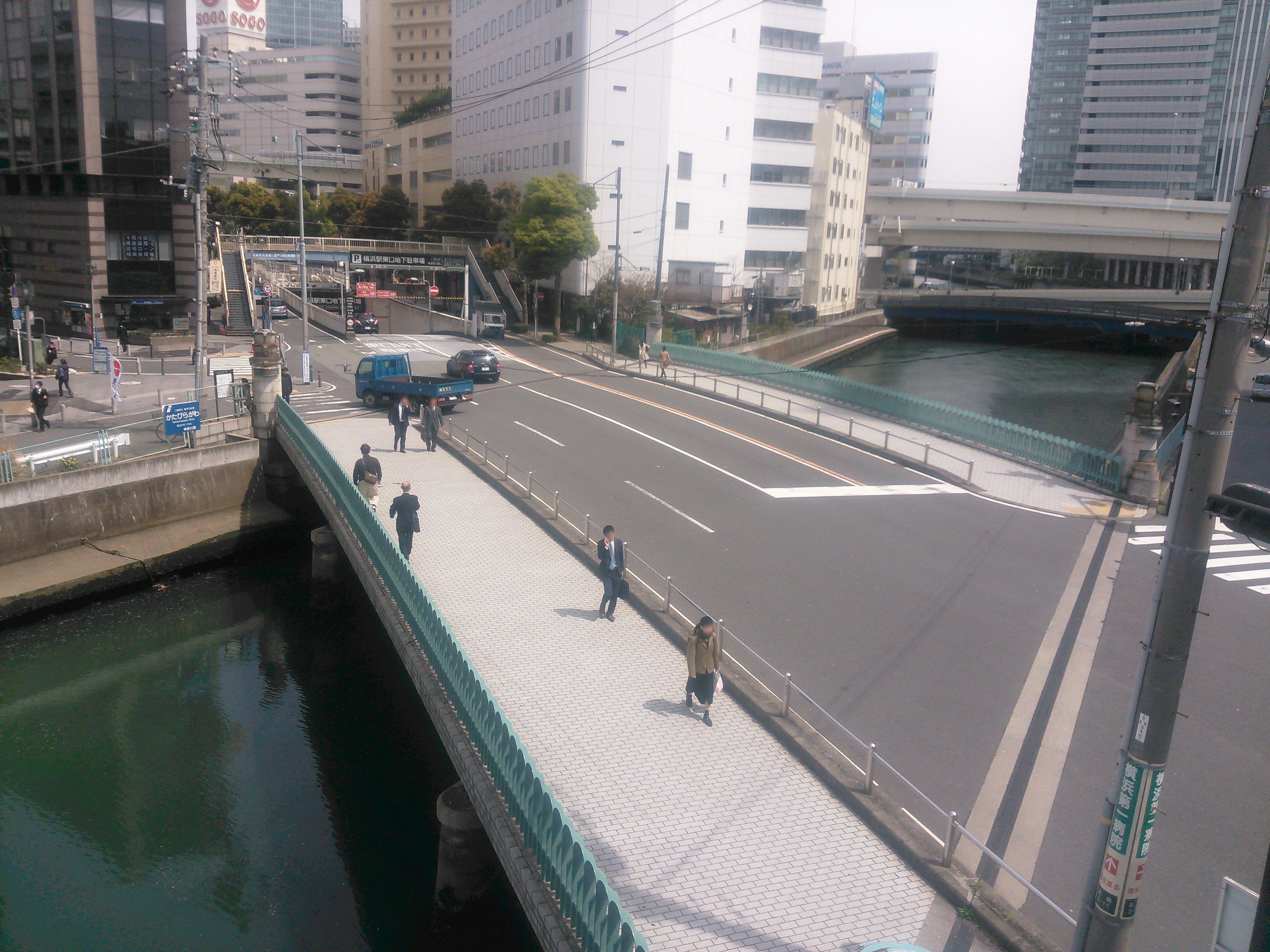
右奥が下流の築地橋

東西に流れる帷子川に対し、北東-南西方向に斜めに架かる。左岸（北側）の横浜駅東口と、右岸の高島・平沼方面を結ぶ上下各2車線の通りを渡すが、横浜駅東口側では車道は国道1号とは接続していない。周辺は市街地となっており、北側には横浜中央郵便局や崎陽軒本店、ヨコハマプラザホテルなどがある。横浜中央郵便局別館は2019年3月に複合エンターテイメント施設「アソビル」に改装され、本橋の近くに入口がある。右岸側から渡った先には横浜ポルタの地下駐車場の入口がある。南側の一帯は個人経営のバルや海鮮居酒屋が集まり、裏横浜と呼ばれるエリアを形成する。
また、周辺では高島二丁目地区（2007年竣工）や横浜駅みなみ東口「ステーションオアシス」地区（横浜駅東口エリア、2030年代目標）などで再開発の計画が進められている。

## 隣接する橋
- 帷子川

（上流側）石崎川合流部 - JR根岸線橋梁 - 京浜急行橋梁 - 万里橋 - 築地橋 - （下流側）